# لاتیپوفکا
لاتیپوفکا (انگلیسی: Latypovka) یک شهرک در شهرستان استرلیتاماکسکی استان باشقیرستان کشور روسیه است.